# Debut/Manhattan Joke
Debut/Manhattan Joke (デビュー/MANHATTAN JOKE?, Debyū/MANHATTAN JOKE) è un singolo di Naoko Kawai pubblicato il 12 giugno 1985.
Si tratta di un singolo a doppio lato A con due tracce: Debut - Fly Me To Love e Manhattan Joke.
Manhattan Joke è stata scelta come sigla di testa e colonna sonora del film d'animazione Lupin III - La leggenda dell'oro di Babilonia.

## Tracce
1. Debut - Fly Me To Love (testo: Masao Urino – musica: Tetsuji Hayashi, Sagisu Shiro)
2. Manhattan Joke (testo: Yasushi Akimoto – musica: Yūji Ōno)

## Riconoscimenti
- Al singolo è stato assegnato un premio speciale alla 27ª edizione dei Japan Record Award.
- Naoko Kawai partecipò alla 36ª edizione del Kōhaku uta gassen con questo singolo.